# USS Everett F. Larson (DD-830)
L' USS Everett F. Larson (DD/DDR-830) était un destroyer de classe Gearing de l'United States Navy pendant la Seconde Guerre mondiale. il porte le nom du soldat de première classe Everett F.Larson (1920-1942) qui a été tué dans la bataille de Guadalcanal. Il a été transféré en 1972 dans la Marine de la république de Corée sous le nom de ROKS Jeon Buk (DD-916). Mis hors service en 1999 il est maintenant un navire musée

## Galerie

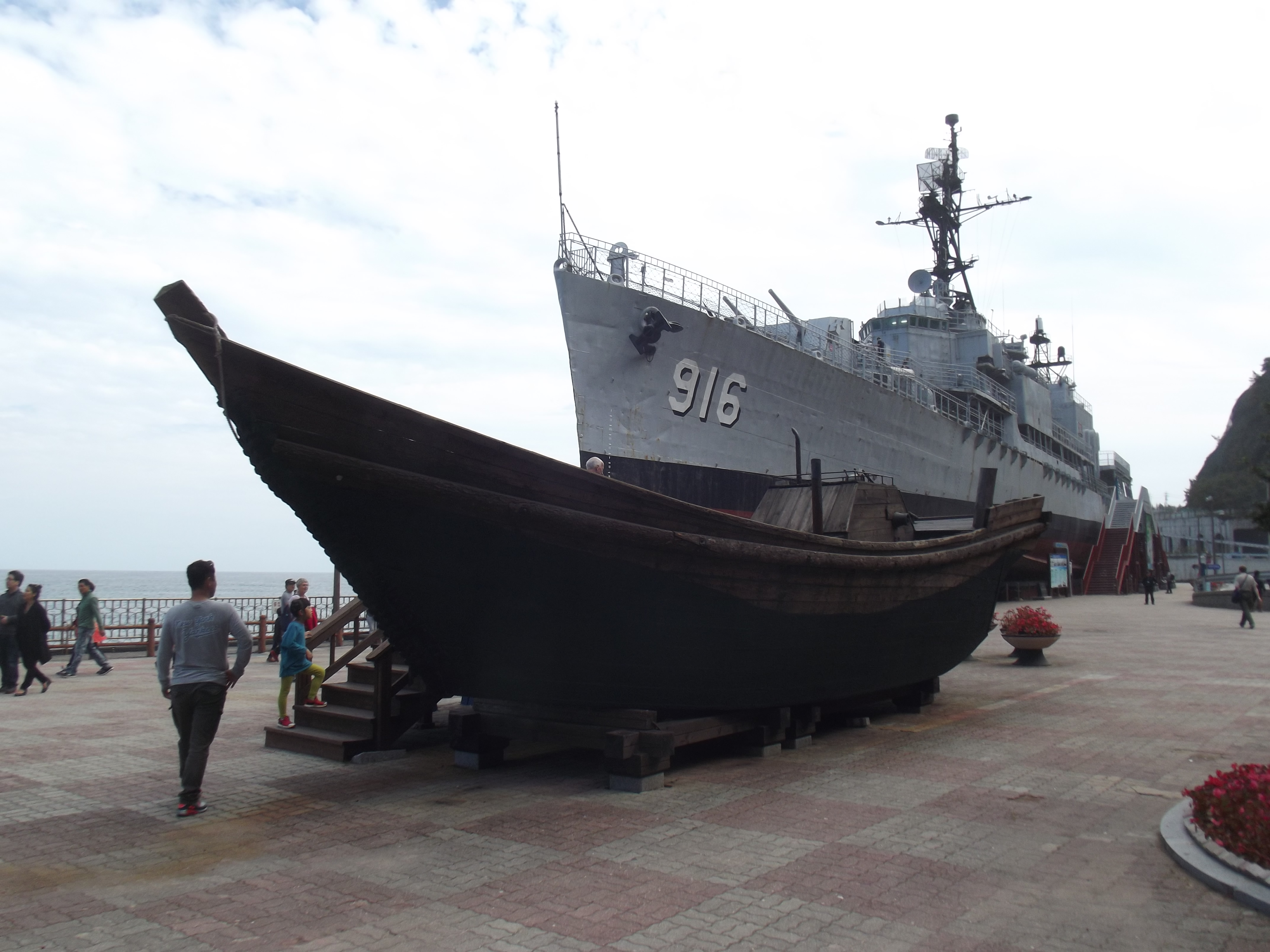
ROKS Jeon Buk
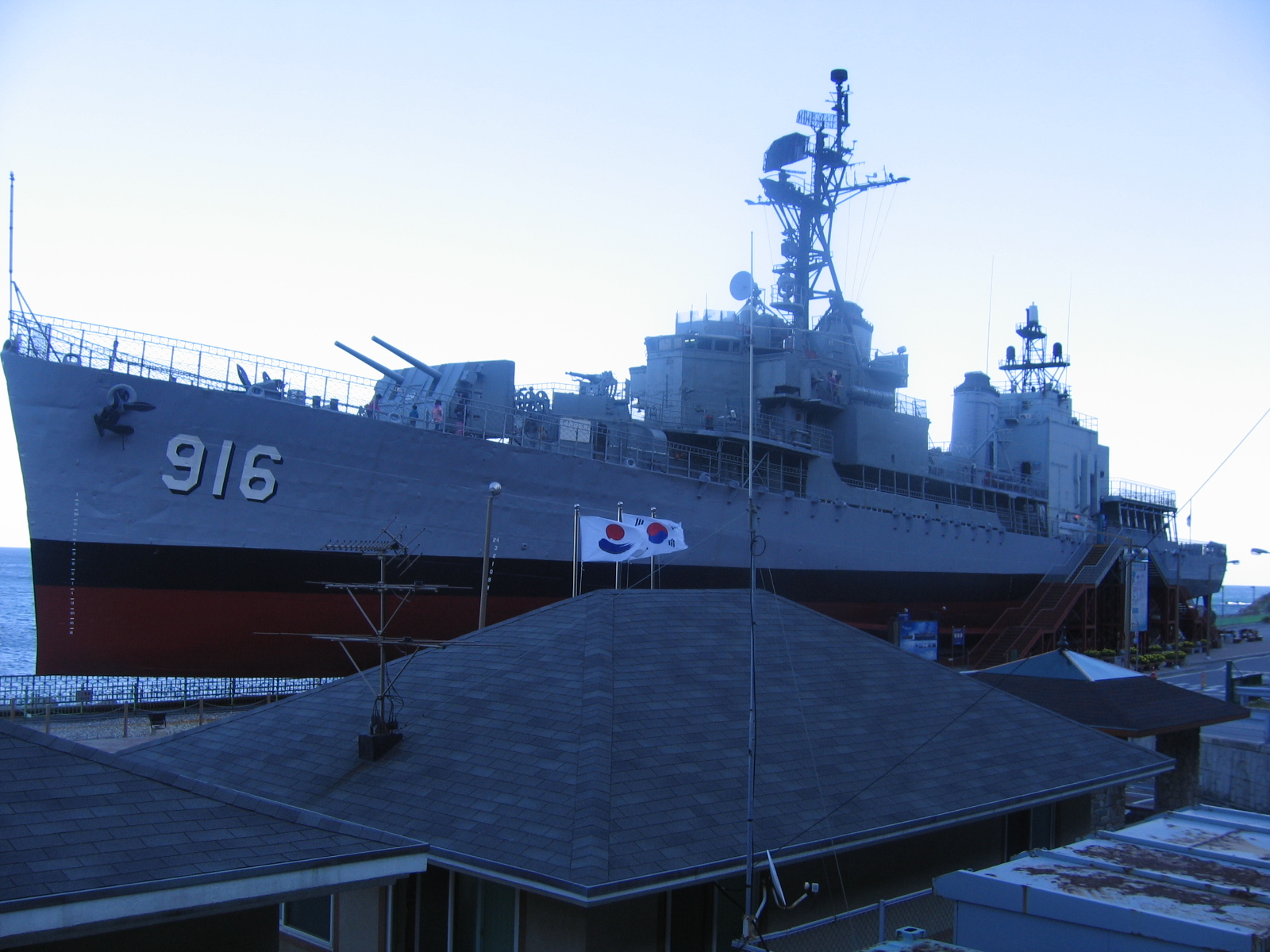
ROKS Jeon Buk